# World Games 2009/Ergebnisliste
Dieser Artikel listet die Ergebnisse der 8. World Games auf, die 2009 in Kaohsiung stattfanden.
Eine nach Nationen sortierte Übersicht der Medaillenverteilung ist unter World Games 2009/Medaillenspiegel verfügbar.

## Wettkampfsportarten

### Billard
Siehe auch: World Games 2009/Billard
| Wettbewerb      | Gold           | Silber            | Bronze          |
| --------------- | -------------- | ----------------- | --------------- |
| 9-Ball Damen    | Allison Fisher | Jasmin Ouschan    | Lin Yuan-chun   |
| 9-Ball Herren   | Ralf Souquet   | Yang Ching-shun   | Stephan Cohen   |
| Dreiband Herren | Dick Jaspers   | Torbjörn Blomdahl | Marco Zanetti   |
| Snooker Herren  | Nigel Bond     | David Grace       | Mohammed Shehab |

### Bodybuilding
Siehe auch: World Games/Bodybuilding
| Wettbewerb    | Gold               | Silber               | Bronze                   |
| ------------- | ------------------ | -------------------- | ------------------------ |
| –52 kg Damen  | Alevtyna Titarenko | Diana Almeida        | Anna Mozolany-Urbanikova |
| +52 kg Damen  | Jana Purdjaková    | Alina Cepurniene     | Natalia Dichkovskaya     |
| –70 kg Herren | Kim Byung Soo      | Vyacheslav Makogon   | Masahiro Sue             |
| –75 kg Herren | Boo Chang Soon     | Igor Kocis           | Huang Chien-Chih         |
| –80 kg Herren | Beila Balog        | Hsu Chung Huang      | Masashi Suzuki           |
| –85 kg Herren | Lee Jin Ho         | Luiz Carlos Sarmento | Mohamed Kotb             |
| +85 kg Herren | Olexander Bilous   | Kamal Abdulsalam     | Peter Tatarka            |

### Boule
Siehe auch: World Games/Boule
| Wettbewerb                                 | Gold               | Silber            | Bronze            |
| ------------------------------------------ | ------------------ | ----------------- | ----------------- |
| Boules Lyonnaise Herren                    | Ales Borcnik       | Alessandro Longo  | Sébastien Morgues |
| Boules Lyonnaise Damen                     | Xi-Ping Cheng      | Laurence Essertel | Chiara Soligon    |
| Boules Lyonnaise Präzisionsschießen Herren | Gianfranco Santoro | Emanuele Ferrero  | Markica Dodig     |
| Boules Lyonnaise Präzisionsschießen Damen  | Ying Yang          | Magali Jouve      | Paola Mandola     |
| Boules Pétanque Doppel Herren              | Frankreich         | Belgien           | Thailand          |
| Boules Pétanque Doppel Damen               | Thailand           | Frankreich        | Israel            |
| Boules Raffa Doppel Herren                 | Italien            | Argentinien       | Brasilien         |
| Boules Raffa Doppel Damen                  | Italien            | Brasilien         | Türkei            |

### Bowling
Siehe auch: World Games/Bowling
| Wettbewerb    | Gold                 | Silber          | Bronze           |
| ------------- | -------------------- | --------------- | ---------------- |
| Einzel Damen  | Krista Pöllänen      | Zara Glover     | Liza del Rosario |
| Einzel Herren | Manuel Otalora       | Wu Siu Hong     | Adrian Ang       |
| Mixed         | Min-young/Byoung-hee | Ramírez/Otalora | Ang/Ghani        |

### Fallschirmspringen
Siehe auch: World Games/Fallschirmspringen
| Wettbewerb         | Gold               | Silber          | Bronze                 |
| ------------------ | ------------------ | --------------- | ---------------------- |
| Accuracy Landing   | Stefan Wiesner     | Robert Juris    | Liubov Ekshikeeva      |
| Canopy Formation   | Vereinigte Staaten | Russland        | Australien             |
| Canopy Piloting    | Jason Moledzki     | Nicholas Batsch | Marat Leiras           |
| Formationsspringen | Vereinigte Staaten | Russland        | Frankreich             |
| Freeflying         | Frankreich         | Norwegen        | Vereinigtes Königreich |

### Faustball
Siehe auch: World Games/Faustball
| Wettbewerb | Gold      | Silber  | Bronze     |
| ---------- | --------- | ------- | ---------- |
| Faustball  | Brasilien | Schweiz | Österreich |

### Feldbogenschießen
Siehe auch: World Games/Feldbogenschießen
| Wettbewerb           | Gold              | Silber                               | Bronze                  |
| -------------------- | ----------------- | ------------------------------------ | ----------------------- |
| Compoundbogen Herren | Kevin Wilkey      | Alessandro Lodetti                   | Chris White             |
| Compoundbogen Damen  | Petra Göbel       | Ingeborg-Renata Enthoven-Mokkenstorm | Ivana Buden             |
| Blankbogen Herren    | Giuseppe Seimandi | Pasi Ahjokivi                        | Sergio Massimo Cassiani |
| Blankbogen Damen     | Eleonora Strobbe  | Christine Gauthe                     | Monika Jentges          |
| Recurvebogen Herren  | Vic Wunderle      | Michele Frangilli                    | Sebastian Rohrberg      |
| Recurvebogen Damen   | Carole Ferriou    | Jessica Tomasi                       | Naomi Folkard           |

### Flossenschwimmen
Siehe auch: World Games/Flossenschwimmen
| Wettbewerb                                | Gold                | Silber               | Bronze                     |
| ----------------------------------------- | ------------------- | -------------------- | -------------------------- |
| 50 m Streckentauchen Herren               | Igor Soroka         | Jewgeni Skortschenko | Kwan Ho Lee                |
| 50 m Streckentauchen Damen                | Baozhen Zhu         | Huanschan Xu         | Jana Kasimowa              |
| 100 m Flossenschwimmen Herren             | Jingwei Miao        | Dmytro Sidorenko     | Andrea Nava                |
| 100 m Flossenschwimmen Damen              | Baozhen Zhu         | Yaoyue Liang         | Saerom Choi/ Camille Heitz |
| 200 m Flossenschwimmen Herren             | Stefano Figini      | Andrea Nava          | Gyeongheon Yu              |
| 200 m Flossenschwimmen Damen              | Wasilisa Krawtschuk | Waleria Baranowskaja | Olga Schliakowska          |
| 400 m Flossenschwimmen Herren             | Stefano Figini      | Sven Lutzkendorf     | Denes Kanyo                |
| 400 m Flossenschwimmen Damen              | Wasilisa Krawtschuk | Jiao Liu             | Olga Schliakowska          |
| 4 × 100 m Staffel Flossenschwimmen Herren | Ukraine             | Italien              | Russland                   |
| 4 × 100 m Staffel Flossenschwimmen Damen  | Volksrepublik China | Südkorea             | Russland                   |

### Ju-Jutsu
Siehe auch: World Games/Ju-Jutsu
| Wettbewerb              | Gold                   | Silber                | Bronze             |
| ----------------------- | ---------------------- | --------------------- | ------------------ |
| Klasse bis 69 kg Herren | Julien Boussuge        | Matthias Brix Willard | Fedor Serow        |
| Klasse bis 77 kg Herren | Igor Rudnew            | Mario Staller         | Percy Kunsa Bi Aku |
| Klasse bis 85 kg Herren | Andreas Kuhl           | Dimitri Nobolsin      | Matthias Gastgeb   |
| Klasse bis 94 kg Herren | Rob Haans              | Sergei Kunaschow      | Vincent Parisi     |
| Klasse bis 55 kg Damen  | Anabelle Michele Reydy | Chingt Yi Li          | Aischan Kukussowa  |
| Klasse bis 62 kg Damen  | Sabrina Hatzky         | Tzu Hsien Yang        | Irene Baars        |
| Klasse bis 70 kg Damen  | Élodie Lavis           | Lindsay Wyatt         | Sonja Kinz         |
| Duo Herren              | Schweiz                | Deutschland           | Frankreich         |
| Duo Damen               | Österreich             | Italien               | Frankreich         |
| Gemischtes Duo          | Frankreich             | Schweiz               | Belgien            |

### Kanupolo
Siehe auch: World Games/Kanupolo
| Wettbewerb | Gold                   | Silber      | Bronze     |
| ---------- | ---------------------- | ----------- | ---------- |
| Damen      | Vereinigtes Königreich | Deutschland | Frankreich |
| Herren     | Frankreich             | Niederlande | Australien |

### Karate
Siehe auch: World Games/Karate
| Wettbewerb                       | Gold                     | Silber                   | Bronze                     |
| -------------------------------- | ------------------------ | ------------------------ | -------------------------- |
| Kumite, Klasse bis 60 kg Herren  | Douglas Santos Brose     | Wan-Heung Nsia           | Fedor Serow                |
| Kumite, Klasse bis 65 kg Herren  | Adam Kovacs              | William Rolle            | Ömer Kemaloglu             |
| Kumite, Klasse bis 70 kg Herren  | Jean Peña                | Shinji Nagaka            | Tamer Morsy                |
| Kumite, Klasse bis 75 kg Herren  | Michael-Georgios Tzanos  | Diego Vandeschrick       | Kou Matsuhisa              |
| Kumite, Klasse bis 80 kg Herren  | Hao-Yun Huang            | Islamutdin Eldarutschew  | Konstantinos Papadopoulos  |
| Kumite, Klasse über 80 kg Herren | Jonathan Horne           | Spyridon Margaritopoulos | Almir Cecunjanin           |
| Kumite, Open Herren              | Khalid Khalidow          | Kestha Hany              | Almir Cecunjanin           |
| Kumite, Klasse bis 53 kg Damen   | Jelena Kovačević         | Chen Yen Hui             | Gulderen Celik             |
| Kumite, Klasse bis 60 kg Damen   | Maria Sobol              | Eva Medwedjowa Tulejiowa | Chang Ting                 |
| Kumite, Klasse über 60 kg Damen  | Arnela Ondzaković        | Tiffany Fanjat           | Silvia Sperner             |
| Kumite, Open Damen               | Eva Medwedjowa Tulejiowa | Letitia Carr             | Ema Aničić                 |
| Kata Herren                      | Luca Valdesi             | Minh Dack                | Antonio José Díz Fernandez |
| Kata Damen                       | Hoang Ngan Nguyen        | Maria Dimitrowa          | Sara Battaglia             |

### Korfball
Siehe auch: World Games/Korfball
| Wettbewerb | Gold        | Silber  | Bronze            |
| ---------- | ----------- | ------- | ----------------- |
| Korfball   | Niederlande | Belgien | Chinesisch Taipeh |

### Kraftdreikampf
Siehe auch: World Games/Kraftdreikampf
| Wettbewerb                | Gold                   | Silber               | Bronze                        |
| ------------------------- | ---------------------- | -------------------- | ----------------------------- |
| Leichtgewicht Herren      | Tsung-Ting Hsieh       | Arkadi Schalocha     | Hassen El Belghitti           |
| Mittelgewicht Herren      | Jaroslaw Olech         | Andrei Nanijew       | Jan Wegiera                   |
| Schwergewicht Herren      | Sergei Pewnjew         | Jacek Wiak           | Anibal Manuel Coimbra Marques |
| Superschwergewicht Herren | Michael Tuchscherer    | Olexander Schepel    | Waleri Karpow                 |
| Leichtgewicht Damen       | Chen Wei-Ling          | Yukako Fukushima     | Sri Hartani                   |
| Mittelgewicht Damen       | Noviana Sari           | Tetjana Primentschuk | Schanna Iwanowa               |
| Schwergewicht Damen       | Larissa Solowijowa     | Antonietta Orsini    | Priscilla Ribic               |
| Superschwergewicht Damen  | Irina Jaworska-Karpowa | Jessica O’Donnell    | Chang Ya-Wen                  |

### Orientierungslauf
Siehe auch: World Games/Orientierungslauf
| Wettbewerb                        | Gold           | Silber          | Bronze            |
| --------------------------------- | -------------- | --------------- | ----------------- |
| Sprint der Damen (2,9 km)         | Minna Kauppi   | Hanny Allston   | Elise Egseth      |
| Sprint der Herren (3,2 km)        | Andrei Chramow | Daniel Hubmann  | Tero Föhr         |
| Mitteldistanz der Damen (4,7 km)  | Hanny Allston  | Minna Kauppi    | Linnea Gustafsson |
| Mitteldistanz der Herren (5,6 km) | Daniel Hubmann | Dimitri Zwetkow | Andrei Chramow    |
| Mixed-Staffel                     | Team Russland  | Team Finnland   | Team Norwegen     |

### Racquetball
Siehe auch: World Games/Racquetball
| Wettbewerb | Gold           | Silber         | Bronze         |
| ---------- | -------------- | -------------- | -------------- |
| Damen      | Paola Longoria | Rhonda Rajsich | Angela Grisar  |
| Herren     | Jack Huczek    | Rocky Carson   | Vincent Gagnon |

### Rettungssport
Siehe auch: World Games/Rettungssport
| Wettbewerb                                    | Gold               | Silber             | Bronze                       |
| --------------------------------------------- | ------------------ | ------------------ | ---------------------------- |
| 200 m Hindernisschwimmen Herren               | En-Jian Zhang      | Federico Pinotti   | Benjamin Bilski              |
| 50 m Retten einer Puppe Herren                | Federico Pinotti   | Florian Laclaustra | Giovanni Legnani             |
| 100 m Kombinierte Rettungsübung Herren        | Simone Procaccia   | Jia-Wen Zhang      | Nicola Ferrua                |
| 100 m Schwimmen und Retten mit Flossen Herren | Simone Procaccia   | Jia-Wen Zhang      | Nicola Ferrua                |
| Beach Surf Race Herren                        | Christopher Allum  | Glenn Anderson     | Federico Pinotti             |
| Beach Board Race Herren                       | Daniel Moodi       | Hugh Dougherty     | Shannon Eckstein             |
| Beach Oceanman Herren                         | Shannon Eckstein   | Hugh Dougherty     | Ryan Brennan                 |
| Mannschaftswertung Herren                     | Italien            | Neuseeland         | Australien                   |
| 200 m Hindernisschwimmen Damen                | Ying Lu            | Jie-Qiao Yang      | Chin-Kuei Yang               |
| 50 m Retten einer Puppe Damen                 | Isabella Cerquozzi | Yu-Ting Gao        | Qian He                      |
| 100 m Kombinierte Rettungsübung Damen         | Yu-Ting Gao        | Sarah Windsor      | Qian He                      |
| 100 m Schwimmen und Retten mit Flossen Damen  | Jian-Rong Song     | Jie-Feng Huang     | Marcella Prandi              |
| Beach Surf Race Damen                         | Kristyl Smith      | Naomi Flood        | Ayla Dunlop-Barrett          |
| Beach Board Race Damen                        | Nikki Cox          | Naomi Flood        | Madison Boon                 |
| Beach Oceanwoman Damen                        | Naomi Flood        | Kristyl Smith      | Nikki Cox                    |
| Mannschaftswertung Damen                      | Deutschland        | Australien         | Italien/ Volksrepublik China |

### Rhythmische Sportgymnastik
Siehe auch: World Games/Rhythmische Sportgymnastik
| Wettbewerb | Gold               | Silber         | Bronze          |
| ---------- | ------------------ | -------------- | --------------- |
| Band       | Jewgenija Kanajewa | Anna Bessonova | Aliyə Qarayeva  |
| Ball       | Jewgenija Kanajewa | Anna Bessonova | Olga Kapranova  |
| Seil       | Jewgenija Kanajewa | Anna Bessonova | Natalia Godunko |
| Reifen     | Jewgenija Kanajewa | Olga Kapranova | Sylvia Miteva   |

### Rollsport
Siehe auch: World Games/Rollsport
| Wettbewerb        | Gold                | Silber             | Bronze         |
| ----------------- | ------------------- | ------------------ | -------------- |
| Freeskaten Herren | Carles Gasset Paris | Roberto Riva       | Marcel Sturmer |
| Freeskaten Damen  | Tanja Romano        | Nika Arcon         | Monika Lis     |
| Paarlaufen        | Italien             | Vereinigte Staaten | Deutschland    |
| Team-Tanz         | Italien             | Spanien            | USA            |

### 7er-Rugby
Siehe auch: World Games/Rugby
| Wettbewerb | Gold    | Silber   | Bronze    |
| ---------- | ------- | -------- | --------- |
| 7er-Rugby  | Fidschi | Portugal | Südafrika |

### Speedskating
Siehe auch: World Games/Inline-Speedskating
| Wettbewerb                    | Gold            | Silber        | Bronze          |
| ----------------------------- | --------------- | ------------- | --------------- |
| 300 m Einzelstart Damen       | Yu-Ting Huang   | Jen-Hsu Chian | Jin-Seon Lim    |
| 500 m Sprintausscheid Damen   | Yu-Ting Huang   | Jin-Seon Lim  | Jercy Puello    |
| 1000 m Sprintausscheid Damen  | Yu-Ting Huang   | Jen-Hsu Chian | Nicole Begg     |
| 10000 m Punkte-Auss. Damen    | Hyo-Sook Woo    | Marta Ramírez | Nicole Begg     |
| 15000 m Ausscheidung Damen    | Hyo-Sook Woo    | Marta Ramírez | Yi-Chin Pan     |
| 300 m Einzelstart Herren      | Wei-Lin Lo      | Andres Muñoz  | Pedro Causi     |
| 500 m Sprintausscheid Herren  | Andres Muñoz    | Wei-Lin Lo    | Myung-Kyu Lee   |
| 1000 m Sprintausscheid Herren | Pedro Causi     | Alexis Conti  | Claudio Naselli |
| 10000 m Punkte-Auss. Herren   | Yann Guyader    | Nelson Garzon | Daniel Álvarez  |
| 15000 m Ausscheidung Herren   | Jorge Cifuentes | Yann Guyader  | Andres Muñoz    |

### Sportaerobic
Siehe auch: World Games/Sportaerobic
| Wettbewerb    | Gold                        | Silber           | Bronze                    |
| ------------- | --------------------------- | ---------------- | ------------------------- |
| Einzel Damen  | Marcela Lopez               | Angela Mcmillan  | Huang Jinxuan             |
| Einzel Herren | Ivan Parejo                 | Morgan Jacquemin | Alexander Kondratichev    |
| Paare Mixed   | Chaninet/Joly               | Lli/Moreno       | He/Huang                  |
| Trio Herren   | Brinzea/Mavrodineanu/Zamfir | Le/Lei/Peng      | Garavel/Garavel/Jacquemin |
| Gruppe Herren | Volksrepublik China         | Rumänien         | Russland                  |

### Sportakrobatik
Siehe auch: World Games/Sportakrobatik
| Wettbewerb      | Gold            | Silber                      | Bronze            |
| --------------- | --------------- | --------------------------- | ----------------- |
| Damen Paare     | de Vos/Henrist  | Ammadova/Sultanova          | Grehan/Thorne     |
| Damen Gruppen   | Team China      | Team Vereinigtes Königreich | Team Ukraine      |
| Herren Paare    | Popov/Cherbak   | Dudchenko/Pilipchuk         | Fordyce/Upcott    |
| Herren Gruppen  | Team Ukraine    | Team Vereinigtes Königreich | Team Russland     |
| Gemischte Paare | Allen/Rodrigues | van Gelder/Vanderghote      | Axten/Illingworth |

### Sportklettern
Siehe auch: World Games/Sportklettern
| Wettbewerb   | Gold        | Silber                  | Bronze              |
| ------------ | ----------- | ----------------------- | ------------------- |
| Lead Herren  | Sachi Amma  | Patchi Usobiaga Lacunza | Romain Desgranges   |
| Lead Damen   | Maja Vidmar | Ja-In Kim               | Caroline Ciavaldini |
| Speed Herren | Qixin Zhong | Jewgeni Waitsekowski    | Maxim Stjenkowij    |
| Speed Damen  | Cuilian He  | Cuifang He              | Olga Morosskina     |

### Squash
Siehe auch: World Games/Squash
| Wettbewerb    | Gold         | Silber          | Bronze              |
| ------------- | ------------ | --------------- | ------------------- |
| Einzel Damen  | Nicol David  | Natalie Grinham | Omneya Abdel Kawy   |
| Einzel Herren | Nick Matthew | James Willstrop | Mohd Azlan Iskandar |

### Sumo
Siehe auch: World Games/Sumo
| Wettbewerb           | Gold                     | Silber            | Bronze         |
| -------------------- | ------------------------ | ----------------- | -------------- |
| Offene Klasse Herren | Ulambajaryn Bjambadschaw | Mutoshi Matsunaga | Takashi Himeno |

### Tanzsport
Siehe auch: World Games/Tanzsport
| Wettbewerb  | Gold           | Silber            | Bronze            |
| ----------- | -------------- | ----------------- | ----------------- |
| Latein      | Firstova/Silde | Štrukelj/Batagelj | Goffredo/Goffredo |
| Rock'N'Roll | Richeta/Payan  | Sbitneva/Yudin    | Gazazyan/Klimov   |
| Standard    | Pitton/Bosco   | Koehler/Ferruggia | Basyuk/Gimaev     |

### Tauziehen
Siehe auch: World Games/Tauziehen
| Wettbewerb            | Gold              | Silber                 | Bronze                 |
| --------------------- | ----------------- | ---------------------- | ---------------------- |
| Indoor Damen 520 kg   | Chinesisch Taipeh | Niederlande            | Vereinigtes Königreich |
| Outdoor Herren 640 kg | Schweiz           | Vereinigtes Königreich | Niederlande            |
| Outdoor Herren 680 kg | Niederlande       | Schweiz                | Vereinigtes Königreich |

### Trampolinturnen
Siehe auch: World Games/Trampolinturnen
| Wettbewerb                   | Gold                                                    | Silber                            | Bronze                                 |
| ---------------------------- | ------------------------------------------------------- | --------------------------------- | -------------------------------------- |
| Trampolin Synchron Damen     | Gu Qingwen/Jiang Yiqi Iuliia Domchevska/Olena Mowtschan | –                                 | Carina Baumgärtner/Jessica Simon       |
| Trampolin Synchron Herren    | Masaki Itō/Shunsuke Nagasaki                            | Sébastien Martiny/Grégoire Pennes | Martin Gromowski/Dennis Luxon-Pitkamin |
| Doppel Mini Trampolin Damen  | Victoria Voronina                                       | Sarah Prosen                      | Aubree Balkan                          |
| Doppel Mini Trampolin Herren | Kiril Ivanov                                            | Nuno Lico                         | Nico Gärtner                           |

### Tumbling
Siehe auch: World Games/Tumbling
| Wettbewerb    | Gold               | Silber               | Bronze           |
| ------------- | ------------------ | -------------------- | ---------------- |
| Einzel Damen  | Anna Korobeynikova | Anzhelika Soldatkina | Emily Smith      |
| Einzel Herren | Andrey Krylov      | Michael Barnes       | Viktor Kyforenko |

### Ultimate
Siehe auch: World Games/Ultimate
| Wettbewerb | Gold               | Silber | Bronze     |
| ---------- | ------------------ | ------ | ---------- |
| Mixed      | Vereinigte Staaten | Japan  | Australien |

### Wasserski
Siehe auch: World Games/Wasserski
| Wettbewerb       | Gold                     | Silber              | Bronze           |
| ---------------- | ------------------------ | ------------------- | ---------------- |
| Barfuß Herren    | Keith St.Onge            | Heinrick Sam        | David Luke Small |
| Barfuß Damen     | Elaine Heller            | Ashleigh Stebbeings | Shannon Heller   |
| Turnier Herren   | Rodrigo Miranda Arellano | Storm Selsor        | Martin Bartalsky |
| Turnier Damen    | Kate Adriaensen          | Manon Costard       | Caroline Hensley |
| Wakeboard Herren | Andrew Adkison           | Kyle Rattray        | Padiwat Jaemjan  |
| Wakeboard Damen  | Dallas Friday            | Raimi Merritt       | Miku Asai        |

## Einladungssportarten
Die Ergebnisse der Einladungssportarten fließen nicht in den Medaillenspiegel mit ein.

### Beachhandball
| Wettbewerb | Gold      | Silber   | Bronze    |
| ---------- | --------- | -------- | --------- |
| Herren     | Brasilien | Ungarn   | Kroatien  |
| Damen      | Italien   | Kroatien | Brasilien |

### Drachenboot
| Wettbewerb | Gold     | Silber            | Bronze            |
| ---------- | -------- | ----------------- | ----------------- |
| 200 m      | Russland | Ungarn            | Chinesisch Taipeh |
| 500 m      | Russland | Ungarn            | Deutschland       |
| 1000 m     | Russland | Deutschland       | Ungarn            |
| 2000 m     | Russland | Chinesisch Taipeh | Kanada            |

### Softball
| Wettbewerb | Gold  | Silber            | Bronze   |
| ---------- | ----- | ----------------- | -------- |
| Damen      | Japan | Chinesisch Taipeh | Südkorea |

### Tchoukball
| Wettbewerb | Gold              | Silber  | Bronze   |
| ---------- | ----------------- | ------- | -------- |
| Herren     | Chinesisch Taipeh | Schweiz | Singapur |
| Damen      | Chinesisch Taipeh | Schweiz | Kanada   |

### Wushu
| Wettbewerb                         | Gold                   | Silber             | Bronze                |
| ---------------------------------- | ---------------------- | ------------------ | --------------------- |
| Sanshou, Klasse 56 kg Herren       | Hansong Duan           | Said Charulajew    | -                     |
| Sanshou, Klasse 70 kg Herren       | Murad Achadow          | Ting Yuan Chou     | Deuk-Su Kim           |
| Sanshou, Klasse 85 kg Herren       | Hamidreza Gholipour    | Muslim Salikow     | -                     |
| Sanshou, Klasse 52 kg Damen        | Meidie E               | Thuy Ngan Nguyen   | Maryam Tavakoli Roudi |
| Sanshou, Klasse 60 kg Damen        | Zara Karimi Vardanjani | Mariane Mariano    | Yu Chuan Kao          |
| Taolu Daoshu & Gunshu Herren       | Qingjian Zhao          | Chung Hang Chen    | Duc Tron Tran         |
| Taolu Changquan Herren             | Xiaochao Yuan          | Daisuke Ichikizaki | Semen Udelow          |
| Taolu Nanquan & Nangun Herren      | Wei Chua Peng          | Farschad Arabi     | Mon Hua Ho            |
| Taolu Taijiquan & Taijijian Herren | Yanan Wu               | Zhi Hong Hei       | Yang Lee              |
| Taolu Changquan Damen              | Daria Tarasowa         | Tra My Vu          | Susyana Tjhan         |
| Taolu Jianshu & Qiangshu Damen     | Lingjuan Ma            | Shao Chi Chen      | Nguyen Mai Phuong     |
| Taolu Nanquan & Nandao Damen       | Fan Lin                | Erika Kojima       | Ka Ying Yuen          |
| Taolu Taijiquan & Taijijian Damen  | Wenjuan Cui            | Man Yun Fan        | Ai Miyaoka            |